# Гварда (град)
Гварда (порт. Guarda) је значајан град у Португалији, смештен у њеном источном делу. Град је седиште истоименог округа Гварда, где чини једну од општина.

## Географија
Град Гварда се налази у источном делу Португалије. Од главног града Лисабона град је удаљен 320 километара североисточно, а од Портоа град 200 километара југоисточно. 
Рељеф: Гварда се налази у планинском подручју, на знатној надморској висини од 850-1050 m. Градско језгро се налази на око 1000 m, па је то највиши град у држави. Западно од града издиже се планина Естрела, а источно почиње средишња висораван Иберијског полуострва, Мезета.
Клима: Клима у Гварди је умерено континентална клима са значајним утицајем знатне надморске висине (оштрије зиме са снегом, не тако топла лета).
Воде: У околини Гварде протиче неколико потока.

## Историја
Подручје Гварде насељено још у време праисторије. Град је добио чак градска права 1199. године.
Од краја 18. века град, будући смештен у забитом делу Португалије, губи значај и слабо се развија. Ово није превазиђено до дан-данас.

## Становништво
По последњих проценама из 2009. г. општина Гварда има око 44 хиљаде становника, од чега око 32 хиљаде живи на градском подручју. Град је стога један од најмањих окружних средишта у држави, а околно сеоско подручје је изузетно слабо насељено (< 15 ст./км²).

## Партнерски градови
- Зигбург
- Béjar
- Сафед

## Галерија
- Градска саборна црква
- Једна од капија старе Гварде
- Старо градско језгро